# Neopromachus
Neopromachus är ett släkte av insekter. Neopromachus ingår i familjen Phasmatidae.

## Dottertaxa tillNeopromachus, i alfabetisk ordning[1]
- Neopromachus arfacianus
- Neopromachus bolivari
- Neopromachus buergersi
- Neopromachus celebensis
- Neopromachus doreyanus
- Neopromachus dyselius
- Neopromachus elegans
- Neopromachus exiguus
- Neopromachus extraordinarius
- Neopromachus fidens
- Neopromachus frater
- Neopromachus gibbosus
- Neopromachus gracilis
- Neopromachus injucundus
- Neopromachus insignis
- Neopromachus insularis
- Neopromachus iuxtavelatus
- Neopromachus laetus
- Neopromachus lobatipes
- Neopromachus longicaudus
- Neopromachus meijerei
- Neopromachus mirus
- Neopromachus muticus
- Neopromachus neglectus
- Neopromachus nigrogranulatus
- Neopromachus nimius
- Neopromachus obrutus
- Neopromachus olbiotyphus
- Neopromachus pachynotus
- Neopromachus paradoxus
- Neopromachus parvulus
- Neopromachus perminutus
- Neopromachus pleurospinosus
- Neopromachus posthumus
- Neopromachus ramuensis
- Neopromachus riparius
- Neopromachus robustus
- Neopromachus rosarius
- Neopromachus scharreri
- Neopromachus schlaginhaufeni
- Neopromachus schultzei
- Neopromachus semoni
- Neopromachus sepikanus
- Neopromachus servillei
- Neopromachus simulator
- Neopromachus sordidus
- Neopromachus spinosus
- Neopromachus strumosus
- Neopromachus wallacei
- Neopromachus velatus
- Neopromachus vestitus
- Neopromachus zernyi